# Rabaudauropus cuspidatus
Rabaudauropus cuspidatus är en mångfotingart som först beskrevs av Paul Auguste Remy 1939.  Rabaudauropus cuspidatus ingår i släktet Rabaudauropus och familjen fåfotingar. Inga underarter finns listade i Catalogue of Life.